# Duration
In de financiering en belegging, een onderdeel van de bedrijfseconomie, is de duration het gewogen gemiddelde van de looptijden van een verzameling vastrentende waarden. Duration, inmiddels ook wel duratie genoemd, is een term die veel gebruikt wordt in de beleggingswereld. Daar wordt de duration als een goede maatstaf gezien voor de rentegevoeligheid van een obligatie of een totale portefeuille obligaties. Dit wordt veel gebruikt bij het beheer van obligaties binnen een beleggingsportefeuille, maar kan evengoed gebruikt worden voor ieder vaste inkomstenzekerstelling, zoals een spaarrekening. 

## Berekening
Men heeft gemerkt dat de prijs (koers) van vastrentende waarden gevoelig is voor vier factoren, met name de looptijd, aflossing en couponbetalingen en het interestniveau (c.q. rente). Dit vindt men ook terug in de wiskundige formule voor de duration. 
{\displaystyle D={\Sigma _{t=1}^{n}t{C_{t} \over (1+i_{t})^{t}} \over \Sigma _{t=1}^{n}{C_{t} \over (1+i_{t})^{t}}}}
Waarin: 
D = Duration;
C = Cashflow;
i = Discontovoet (marktrente of effectief rendement, niet de couponrente)
t = Tijd;
n = Looptijd.
In feite is het de gewogen gemiddelde looptijd van alle cashflows (coupons en aflossing van de hoofdsom) van een obligatie, waarbij het gewicht van elke kasstroom wordt bepaald door het relatieve belang van die kasstroom. Bij een obligatie met een looptijd van 10 jaar kan de duration (afhankelijk van de coupon en het rendement) bijvoorbeeld 7 jaar zijn. Als je de wiskundige formule van dichtbij bekijkt zie je dat de duration voor een obligatie zonder coupon, ook wel 'zero coupon bond', gelijk is aan de looptijd ervan. Neem je bijvoorbeeld een 'zero' met een looptijd van 10 jaar, dan rest slechts een cashflow (C) over 10 jaar en is de terugverdientijd of duration (D) precies die 10 jaar (n). Naarmate de couponbetalingen groter zijn (couponrente hoger), neemt de duration (en het koersrisico) af.

## Modified Duration
Een afgeleide van de duration is de modified duration: hierbij wordt de duration gedeeld door (1+yield to maturity). Een obligatie met een duration van 8 jaar heeft bij een rendement van 5% een modified duration van 7.6 jaar. 
Het nut hiervan is dat hiermee (behoorlijk) exact berekend kan worden wat de effecten zijn van een verandering in de marktrente, en daarmee van het rendement van de lening. Indien de marktrente met 1%-punt stijgt, zal de koers van de obligatie dalen met de modified duration (7.6% in dit voorbeeld) maal de oorspronkelijke koers van de obligatie. Als de oorspronkelijke koers 105% was bij een rendement van 5%, zal de koers bij een marktrente van 6% dalen tot (bij benadering) 105% - (7.6 x 1.05) = 105% - 7.98% = 97.02%.
Als vuistregel kan worden aangehouden: stijgt of daalt de rente met 1%, dan fluctueert de waarde van de obligatie met 1% maal de duration. 
Hoewel duration (en modified duration) plegen te worden uitgedrukt in jaren, is het theoretisch niet geheel juist om dit als een tijdsperiode te zien. Het is een gevoeligheidsindicator. De verhouding tussen de relatieve verandering van de koers, dK/K, en de yieldverandering in %-punten, di. 
Dit kan worden aangetoond met behulp van de wiskundige differentiatie-techniek: (dK/K)/di = (dK/di)/K.
Waarbij K de Contante Waarde (c.q. koers) voorstelt.
De d is de wiskundige notatie voor een (ultrakleine) verandering.

## Gebruik
Men gebruikt duration voor verschillende doelen: 
- Bij bondselectie met het laagste renterisico met een gegeven looptijd.
- In asset-liability management is duration bruikbaar om de rentegevoeligheid van het actief en het passief met elkaar te laten overeenkomen.
- Bij scenarioshifting wordt er gebruikgemaakt van twee verschillende Durations. In volatiele tijden verkiest men een portefeuille met een lage Duration en in stabiele tijden kan men gerust wat meer risico aan en neemt men een hogere Duration met een hogere return.
- Verder wordt ook gebruikt als een hedgingtechniek, duration immunisation genoemd, want als men een portefeuille samenstelt met duration nul, loopt men in theorie immers geen renterisico. Bij deze laatste techniek moet men zich wel bewust zijn van een fenomeen dat 'duration drift' noemt, de duration verandert immers naargelang de looptijd verandert (gevolg van t in formule). Om de duration drift te neutraliseren moet men periodiek de portefeuille herbalanceren om terug de gewenste Duration te krijgen.
- De berekening van een duration kan ook voor een obligatieportefeuille uitgevoerd worden. In dat geval worden de ontvangsten van alle obligaties in de berekening betrokken.
- Theoretisch is het mogelijk om ook de duration van andere beleggingen vast te stellen, doch de omvang van de toekomstige cashflows is daar veelal met zodanige onzekerheden omgeven dat het praktisch nut ervan meestal niet groot is. (Bij het ramen van de duration van een aandeel of een aandelenportefeuille zal gerekend worden met de toekomstige dividenden en met de toekomstige verkoop-opbrengst. Met name het laatste is uiteraard moeilijk te voorspellen.) Als hulpmiddel voor scenarioanalyses kan het echter bruikbaar zijn.
- Het begrip duration speelt bij banken (en vergelijkbare organisaties) een grote rol in het matchingbeleid: een te groot verschil in duration maakt een bank kwetsbaar in geval van een rentestijging. Dit staat bekend als "mismatch". Indien de duration van de portefeuille uitgeleend geld langer is dan die van de opgenomen gelden, zal bij een rentestijging de waarde van de eerste sterker afnemen dan de waarde van de tweede.
- Bij pensioenfondsen (en vergelijkbare organisaties) wordt getracht deze zaken eveneens te bewaken, doch de bepaling van de duration van de verplichtingen van een pensioenfonds is een complexe kwestie die met veel onzekerheden omgeven is. (Theoretisch zou met behulp van sterftekansen een redelijke schatting van het verloop van de verplichtingen gemaakt kunnen worden, doch bij dergelijke lange looptijden is het effect van kleine wijzigingen in de gehanteerde discontovoet erg groot.)
- Men kan duration ook gebruiken bij de afgeleide producten van vaste-inkomensproducten. Zo beschouwt men de prijs van een Future vaak als de som van het onderliggende goed plus een lening. De formule is dan Duration(Future) = Duration(spotmarket)- maturity.

## Tekortkomingen
Normaliter worden de cashflows contant gemaakt tegen de yield to maturity. Theoretisch is dit niet geheel juist, en zou iedere cashflow contant gemaakt moeten worden tegen het rendement dat voor een cashflow met die looptijd geldt. Dit is echter moeilijk uitvoerbaar, en het effect op de duration van het hanteren van een niet geheel juiste discontovoet is voor obligaties met niet al te lange looptijden niet groot.
Hoewel duration en zijn afgeleiden zoals de modified en Macaulay-duration zeer vaak gebruikt worden zijn er enkele tekortkomingen die te wijten zijn aan de vooronderstellingen die men heeft gemaakt bij de opbouw van het model. Een eerste tekortkoming is dat duration een lineair karakter heeft, terwijl men in de praktijk dit zelden tegenkomt. 
Een tweede tekortkoming is dat men een flat yield curve verondersteld heeft (men verwacht dat de rente die men krijgt voor een bond met een korte looptijd hetzelfde is met een bond met een langere leeftijd). In theorie zou men in plaats hiervan ook kunnen werken met een andere rentevoet. Een dergelijke afwijking van de normale berekeningswijze zou dan uitdrukkelijk moeten worden vermeld. 
De aannames die in de berekening van de duration van een lening worden gehanteerd hebben aanleiding gegeven tot de ontwikkeling van een aantal andere theoretische concepten zoals convexiteit, maar deze gaan zelf ook geplaagd onder fouten in hun aannames. De informatieve meerwaarde daarvan is echter beperkt: het gaat dan om "cijfers achter de komma". Daarom blijft duration tot op vandaag het meest gebruikt in de financiële industrie.